# Knepp Wildland
Le Domaine Sauvage de Knepp est le premier grand projet de Ré-ensauvagement en Angleterre. Il comprend 1 400 hectares (3 459,5 acres, 4093 arpents carrés) d'anciennes terres arables et laitières sur le terrain du château de Knepp, dans le Sussex de l'Ouest, en Angleterre (au sud de Londres).
La reconversion des terres qui étaient auparavant consacrées à l'agriculture intensive, a commencé en l'an 2000.
Le domaine sauvage de Knepp a depuis vu la nature renaître, il abrite désormais une abondance extraordinaire d'espèces variées, dont certaines en régression partout ailleurs en Europe, sont classées au statut vulnérables ou quasi-menacées: comme des chauves-souris Barbastelles ou des Tourterelles des bois, ou d'autres espèces plus communes comme des Orvets ou Couleuvres à collier.
Il est aussi devenu un site privilégié de nidification pour les Rossignols, ainsi qu'un haut lieu de reproduction pour les papillons Grand Mars; c'est surtout le site qui abrite les premiers Castors vivants à l'état sauvage dans le Sussex pour la première fois depuis 400 ans, et c'est enfin le site anglais où des poussins de Cigognes ont grandis à l'état sauvage pour la première fois depuis 600 ans en Angleterre. Plus récemment, en novembre 2021, la rare (en Angleterre) libellule Anax Porte-Selle (Anax ephippiger) a été découverte dans l'étang de Field, sur le domaine.
Le Domaine Sauvage de Knepp participe aussi à la perpétuation d'anciennes races d'élevages de plein air, proches des races originelles dont elles découlent, les utilisant comme palliatifs aux animaux sauvages disparus pour rétablir un écosystème similaire à celui des origines 

## Historique et résultats

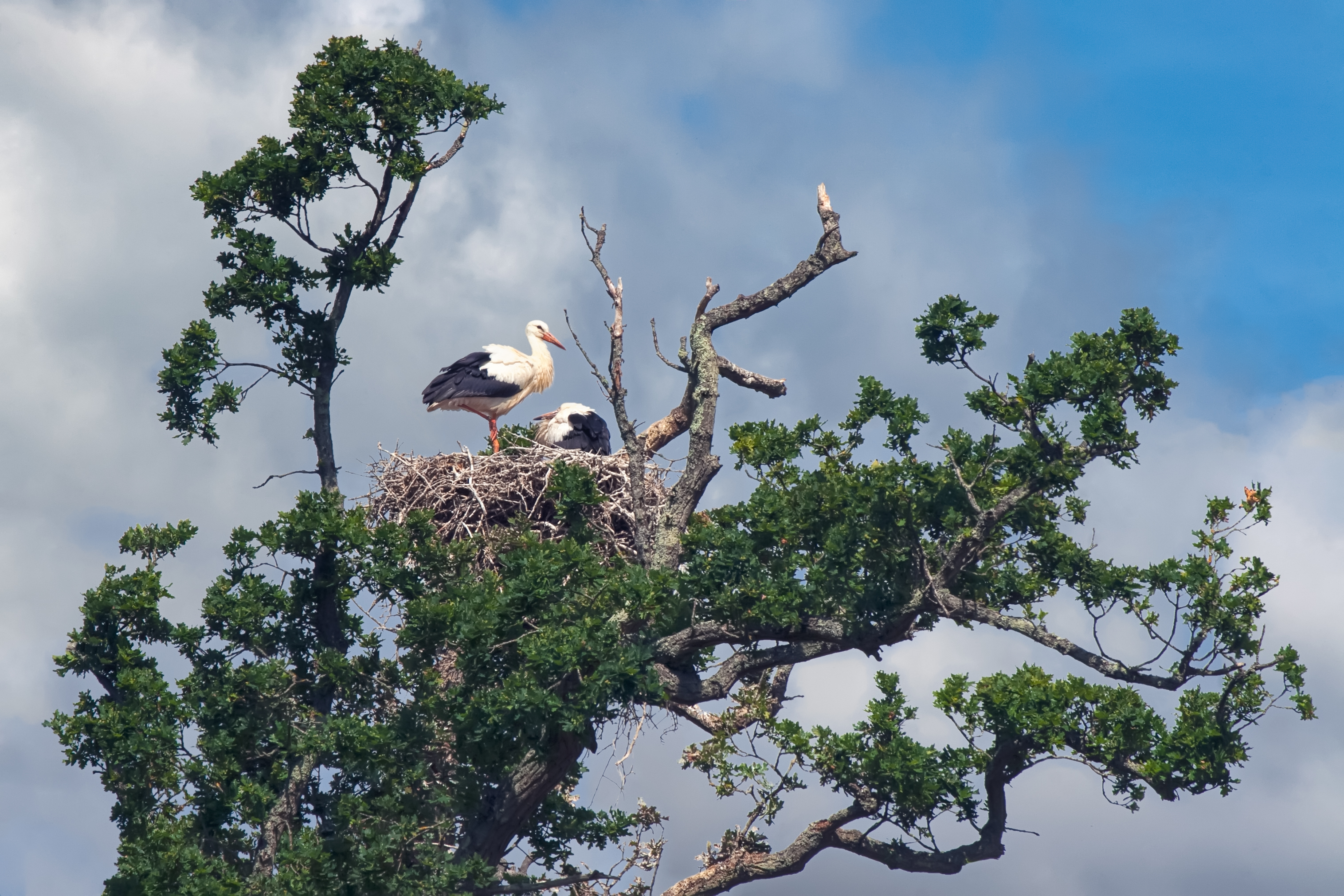
Couple de cigognes dans leurs nid (Knepp Wildland, 2020).

En 1987, à l'âge de 21 ans,  Sir Charles Burrell, 10e baronnet, hérite de la ferme de ses grands-parents et de son domaine de 1 400 hectares, à Knepp. Il essaye pendant 17 ans de la gérer de manière rentable.
En l'an 2000, malgré ses efforts, il décide à contrecœur de vendre son troupeau laitier ainsi que son équipement agricole pour pouvoir rembourser ses dettes, plutôt que de continuer toujours plus avant dans ce cercle vicieux d'endettement croissant et d'obligation d'augmenter la productivité.
C'est en 2001 que le tournant décisif survient: il reçoit un financement du Countryside Stewardship, un programme de soutien et de gestion environnemental des campagnes du gouvernement anglais, pour restaurer un parc de 150 hectares autour de la maison de maître de la ferme.
En effet, ce parc avait été originellement dessiné par Humphry Repton, un paysagiste du XIXe siècle célèbre au Royaume-Uni, mais il était labouré et en usage agricole depuis la Seconde Guerre mondiale.
Les 150 hectares (environ 200 terrains de foot) du parc Repton autour de l'ancien château sont alors ensemencés avec de l'herbe et un mélange de graines de prairie sauvage locale.
Avant la fin de cette même année 2001, toutes les clôtures internes du parc sont retirées, et des cerfs provenant du Parc du Manoir Petworth, y sont introduits. 
Encore plus inspiré par une visite de la réserve naturelle créée de main d'homme d'Oostvaardersplassen aux Pays-Bas en 2002 et par le travail (hypothèse bois-patûrage) de l'écologiste néerlandais Dr Frans Vera, Burrell entreprend d'établir un système de pâturage naturel «sans-les-mains» sur l'ensemble du domaine.
Il laisse alors évoluer en liberté des troupeaux de vieux Longhorns anglais (bovins), de poneys Exmoor et de cochons Tamworth, pour immiter la presence des especes sauvages, aurochs (bovins sauvages européens), tarpans (chevaux sauvages/féraux) et des sangliers qui autrefois parcouraient l'arriere-pays britannique, ainsi que des cerfs et des daims.

## Livre
L'histoire du projet Terre Sauvage de Knepp est racontée dans le livre paru en 2018 "Ensauvagement: Le Retour de la Nature dans une Ferme Britannique". Il est écrit par Isabella Tree, femme de Charles Burrell, qui a aidé à créer le projet Domaine Sauvage.
- Ré-ensauvager la Grande-Bretagne
- Hypothèse bois-pâturage